# Sergio Stivaletti
Sergio Stivaletti (Roma, 15 de març de 1957) és un director de cinema i artista de efectes especials italià.

## Carrera
Durant una carrera de més de trenta anys, Stivaletti ha concebut i creat personatges, criatures i monstres per al cinema, la televisió i el teatre, col·laborant amb alguns directors italians com Dario Argento, Michele Soavi, Lamberto Bava, Roberto Benigni i Gabriele Salvatores. És el creador de la minisèrie de còmics Factor-V, publicada des de març de 2010 per l'editorial Star Comics.
Com a director, ha realitzat pel·lícules emmarcades en el gènere del terror com La màscara de cera (1997), I tre volti del terrore (2004) i Rabbia furiosa - Er canaro (2018).

## Filmografia

### Com a director
- La màscara de cera (1997)
- I tre volti del terrore (2004)
- Il velo di Waltz - curtmetratge (2010)
- L'invito - curtmetratge (2013)
- The Profane Exhibit - (segment Tophet Quorum) (2013)
- Fear - serie TV (2014)
- Rabbia furiosa - Er canaro (2018)